# Manetto
Manetto  è un nome proprio di persona italiano maschile.

## Varianti
- Maschili: Mainetto[1][3]
- Femminili: Manetta[3]

## Origine e diffusione
Si tratta di un adattamento fonetico di Mainet, un diminutivo francese antico del nome Magno o, alternativamente, di un derivato della radice germanica megin ("potenza", "forza").
Venne popolarizzato da Mainet, una chanson de geste del XII secolo, che narrava le gesta di Carlo Magno, divenendo molto comune anche in Italia durante il tardo Medioevo e dando origine a cognomi quali Manetti; in epoca contemporanea gode di diffusione assai scarsa, limitata alla Toscana.

## Onomastico
L'onomastico viene festeggiato il 17 febbraio (o il 20 agosto) in onore di san Manetto dell'Antella, confessore, uno dei sette santi fondatori dell'ordine dei Servi di Maria.

## Persone
- Manetto di Jacopo Ammanatini, detto "Il Grasso", ebanista fiorentino del '400, destinatario di una celebre beffa di Filippo Brunelleschi, tramandata nella Novella del Grasso legnaiuolo e identificato con Antonio Manetti Ciaccheri
- Manetto dell'Antella, religioso italiano
- Manetto Donati, suocero di Dante Alighieri